# Lion Grand Prix
Lion Grand Prix – eksperymentalny samochód Formuły 1. Nigdy nie wziął udziału w Grand Prix.

## Konstrukcja
Lion GP był samochodem zaprojektowanym przez Davida Coxa na zlecenie szefa zespołu LEC, Mike’a Harlema, na sezon 1980. Był napędzany turbiną gazową o masie 50 kg i mocy 1100 KM (silniki Cosworth miały 700 KM), mogącym osiągnąć według Coxa 320 km/h. Posiadał 12 kół o rozmiarach z Formuły 3, tak więc o średnicy mniejszej niż koła używane w standardowych samochodach Formuły 1. Cox utrzymywał, że dwanaście kół o mniejszej średnicy zmniejszy powierzchnię czołową i poprawi aerodynamikę, co uczyni samochód szybszym. Dziesięć spośród kół było skrętnych. Moc była komputerowo rozdzielona między koła, mocowane za pośrednictwem samopoziomującego zawieszenia opartego na hydroelastyce - pierwowzór aktywnego zawieszenia. Samochód nie posiadał pedałów - przyspieszało się nim i zwalniało za pomocą drążka sterowniczego.
Lion GP, w którym jako paliwo stosowało się nie benzynę, a oczyszczoną naftę, na starcie byłby cięższy od rywali, ale Cox uważał, że mimo to dzięki swojej konstrukcji samochód byłby lepszy od konkurentów.
Jednakże później FIA zmieniła przepisy i Lion nie mógłby wziąć udziału w wyścigu, bowiem zakazano używania turbin, a samochód musiał mieć cztery koła.